# Kalulu
Ndugu M’Hali eller Kalulu, född cirka 1865, död 28 mars 1877, var en afrikansk tjänare, och Henry Morton Stanley adoptivbarn. Kalulu dog i ung ålder, men hann med att besöka Europa, Amerika och Seychellerna. En bok har tillägnats honom, samt en docka på Madame Tussauds, och han medverkade på David Livingstones begravning.

### Fotnoter
1. ↑  Colonialism and homosexuality p.43-44, Robert F. Aldrich, 2003, Routledge, läst juli 2010